# Penguin Beach
Der Penguin Beach (englisch für Pinguinstrand) ist ein Strand an der Südwestküste der antarktischen Franklin-Insel. Er liegt nordwestlich des Bernacchi Head und ist Standort einer Kolonie von Adeliepinguinen.
Eine Mannschaft der Discovery-Expedition (1901–1904) unter der Leitung des britischen Polarforschers Robert Falcon Scott sammelte hier am 4. Januar 1904 Pinguineier und geologische Proben.